# Hutsonville (Illinois)
Hutsonville – wieś w Stanach Zjednoczonych, w stanie Illinois, w hrabstwie Crawford.